# Cupa României 2019-2020
Cupa României 2019-2020 a fost cea de-a 82-a ediție a celui mai vechi turneu eliminator din fotbalul românesc. A fost câștigată de FCSB, care a învins în finală pe Sepsi Sfântu Gheorghe, și s-a calificat în prima rundă de calificare a UEFA Europa League 2020-2021.

## Echipe participante
| Liga I 2018-2019 Toate echipele (14) | Liga a II-a 2018-2019 Toate echipele (20) | Liga a III-a 2018-2019 Fără echipele secunde, cele desființate sau în incapacitatea de a participa (69) |
| - Viitorul Constanța - FC Steaua București - Dinamo București - CFR Cluj - Universitatea Craiova - Astra Giurgiu - CSM Politehnica Iași - Gaz Metan Mediaș - FC Voluntari - FC Botoșani - Concordia Chiajna - Dunărea Călărași - FC Hermannstadt | - ACS Poli Timișoara - Daco-Getica București - Chindia Târgoviște - Argeș Pitești - Academica Clinceni - ASU Politehnica Timișoara - Luceafărul Oradea - CS Mioveni - Sportul Snagov - Ripensia Timișoara - UTA Arad - CS Balotești - Pandurii Târgu Jiu - Dacia Unirea Brăila - Metaloglobus București - Aerostar Bacău - ACS Viitorul-Pandurii Târgu Jiu - FC Farul Constanța - Petrolul Ploiești - FC Universitatea Cluj | - Afumați - Știința Miroslava - Foresta Suceava - SCM Gloria Buzău - AS SR Brașov - Sticla Arieșul Turda - MSE Târgu Mureș - CS Hunedoara - ACS Dumbrăvița - Flacăra Horezu - Unirea Bascov - FC Rapid București - CS Medgidia - Șomuz Fălticeni - Minaur Baia Mare - Crișul Chișineu-Criș - CS Făurei - FK Csíkszereda - ASC Oțelul Galați - Sporting Liești - KSE Târgu Secuiesc - CSM Focșani 2007 - AFC Odorheiu Secuiesc - Sănătatea Darabani⁠(d) - CSM Pașcani - Progresul Spartac București - Unirea Slobozia - Axiopolis Cernavodă⁠(d) - Metalul Buzău - Înainte Modelu - CSM Râmnicu Sărat - CSM Oltenița⁠(d) - Agricola Borcea - Sportul Chiscani - FCM Alexandria - Turris-Oltul Turnu Măgurele - SC Popești-Leordeni - Flacăra Moreni - CS Tunari - Atletic Bradu⁠(d) - FC Pucioasa⁠(d) - Sporting Roșiori - Viitorul Domnești⁠(d) - CSM Reșița - Național Sebiș⁠(d) - CSM Lugoj - Șoimii Lipova⁠(d) - CSO Filiași⁠(d) - Cetate Deva - ACS Ghiroda - Gloria Lunca-Teuz Cermei - Millenium Giarmata - ACS Fotbal Comuna Recea - Performanța Ighiu - Metalurgistul Cugir - Industria Galda de Jos - Unirea Alba Iulia - Sănătatea Cluj - Unirea Tășnad⁠(d) - Avântul Reghin - FC Avrig - CS Iernut - Unirea Dej |
| 42 reprezentante, una din fiecare județ1 | | |
| - Voința Stremț (Alba) - Progresul Pecica (Arad) - Real Bradu (Argeș) - Viitorul Curița (Bacău) - CSC Sânmartin (Bihor) - ACS Dumitra (Bistrița-Năsăud) - Viitorul Albești (Botoșani) - FC Precizia Săcele (Brașov) - Viitorul Ianca (Brăila) - CSA(București) - Avântul Zărnești (Buzău) - Voința Lupac (Caraș-Severin) - Mostiștea Ulmu (Călărași) - CS Florești (Cluj) | - Victoria Cumpăna (Constanța) - FC Păpăuți (Covasna) - Recolta Gura Șuții (Dâmbovița) - CS Cârcea (Dolj) - CS Universitatea Dunărea de Jos Galați (Galați) - CS Mihai Bravu (Giurgiu) - Unirea Crușeț (Gorj) - CS Gheorgheni (Harghita) - Inter Petrila (Hunedoara) - Bărăganul Ciulnița (Ialomița) - Unirea Mircești (Iași) - AS Vulturii Pasărea (Ilfov) - Progresul Șomcuta Mare (Maramureș) - CS Strehaia (Mehedinți)  | - CS Unirea Ungheni 2018 (Mureș) - AS Bradu Borca (Neamț) - CSM Slatina (Olt) - CS Blejoi (Prahova) - CSC Olimpia MCMXXI Satu Mare (Satu Mare) - SCM Zalău (Sălaj) - CS Măgura Cisnădie (Sibiu) - Viitorul Liteni (Suceava) - Ajax Botoroaga (Teleorman) - Avântul Periam (Timiș) - Pescărușul Sarichioi (Tulcea) - CSM FC Vaslui (Vaslui) - Minerul Costești (Vâlcea) - Mausoleul Mărășești (Vrancea) |

## Turul I
Toate meciurile s-au jucat pe 31 iulie.
| Echipa 1                         | Scor     | Echipa 2                        |
| -------------------------------- | -------- | ------------------------------- |
| 31 iulie 2019                    |          |                                 |
| Viitorul Albești (4)             | 3–9      | Sănătatea Darabani (4)          |
| Viitorul Liteni (4)              | 4–3      | Șomuz Fălticeni (3)             |
| Unirea Mircești (4)              | 6–2      | CSM Pașcani (4)                 |
| Bradu Borca (4)                  | ff       | Ceahlăul Piatra Neamț (3)       |
| CSM FC Vaslui (4)                | 1–4      | Viitorul Curița (4)             |
| Avântul Zărnești (4)             | ff       | Mausoleul Mărășești (4)         |
| CSM Gheorgheni (4)               | 0–7      | AFC Odorheiu Secuiesc (3)       |
| FC Păpăuți (4)                   | 1–3 d.p. | KSE Târgu Secuiesc (3)          |
| Viitorul Ianca (3)               | 5–0      | Sportul Chiscani (4)            |
| Universitatea Dunărea de Jos (3) | 4–1      | Sporting Liești (3)             |
| CSM Râmnicu Sărat (3)            | 1–2 d.p. | CS Făurei (3)                   |
| Pescărușul Sarichioi (4)         | 2–1      | CS Medgidia (3)                 |
| Bărăganul Ciulnița (4)           | 2–1      | Agricola Borcea (3)             |
| csa (4)                          | 8–0      | CS Mihai Bravu (4)              |
| Vulturii Pasărea (4)             | ff       | Viitorul Domnești (4)           |
| CS Blejoi (3)                    | 0–2 d.p. | Flacăra Moreni (3)              |
| Precizia Săcele (4)              | 2–1      | Hărman (4)                      |
| Mostiștea Ulmu (3)               | ff       | Oltenița (4)                    |
| Ajax Botoroaga (4)               | 5–3      | Sporting Roșiori (4)            |
| Recolta Gura Șuții (4)           | 1–2 d.p. | Real Bradu (4)                  |
| Minerul Costești (4)             | 2–1 d.p. | Unirea Bascov (3)               |
| CSM Slatina (3)                  | 1–3      | Vedița Colonești (3)            |
| Cârcea (4)                       | 2–0 d.p. | CS Strehaia (4)                 |
| Unirea Crușeț (4)                | 0–5      | Inter Petrila (4)               |
| Cetate Deva (3)                  | 0–9      | CS Hunedoara (3)                |
| Voința Lupac (4)                 | 6–3      | CSM Lugoj (4)                   |
| Millenium Giarmata (4)           | 1–2      | CSC Ghiroda și Giarmata Vii (3) |
| Avântul Periam (4)               | 1–2      | Progresul Pecica (3)            |
| Măgura Cisnădie (4)              | 3–2      | Avrig (4)                       |
| Voința Stremț (4)                | 0–5      | Unirea Alba Iulia (3)           |
| Ocna Mureș (4)                   | 0–2 d.p. | Industria Galda (3)             |
| Sânmartin (3)                    | 8–2      | Unirea Tășnad (4)               |
| Olimpia MCMXXI (4)               | ff       | SCM Zalău (3)                   |
| Florești (4)                     | 4–2      | CS Iernut (4)                   |
| Unirea Ungheni (4)               | 12–2     | MSE Târgu Mureș (4)             |
| ACS Dumitra (4)                  | ff       | Unu FC Gloria Bistrița (3)      |
| Progresul Șomcuta Mare (4)       | 2–6      | Unirea Dej (3)                  |
| Victoria Cumpăna (4)             | 6–0      | Axiopolis Cernavodă⁠(d) (3)      |

## Turul 2
Meciurile s-au jucat începând cu data de 14 august 2019
| Echipa 1                         | Scor                 | Echipa 2                     |
| -------------------------------- | -------------------- | ---------------------------- |
| csa (4)                          | 2–1                  | Mostiștea Ulmu (3)           |
| Sănătatea Darabani (4)           | ff                   | ACS Foresta Suceava (3)      |
| Viitorul Liteni (4)              | 2–2 d.p. 3–4 d.l.d.) | Ceahlăul Piatra Neamț (3)    |
| Unirea Mircești (4)              | 3–2                  | Știința Miroslava (3)        |
| Viitorul Curița (4)              | 0–1                  | KSE Târgu Secuiesc (3)       |
| Universitatea Dunărea de Jos (4) | 1–2                  | CSM Focșani (3)              |
| Avântul Zărnești (4)             | ff                   | Metalul Buzău (3)            |
| Viitorul Ianca (4)               | 2–3                  | CS Făurei (3)                |
| Victoria Cumpăna (4)             | 3–0                  | Pescărușul Sarichioi (4)     |
| Bărăganul Ciulnița (4)           | 2–5                  | Unirea Slobozia (3)          |
| Înainte Modelu (3)               | 0–5                  | SC Popești-Leordeni (3)      |
| Viitorul Domnești (3)            | 0–9                  | CS Tunari (3)                |
| Flacăra Moreni (3)               | 4–1                  | FC Pucioasa (3)              |
| Precizia Săcele (4)              | 1–6                  | Olimpic Cetate Râșnov (3)    |
| Ajax Botoroaga (4)               | 1–3                  | CSM Alexandria (3)           |
| Real Bradu (4)                   | ff                   | Vedița Colonești (3)         |
| CS Cârcea (4)                    | 3–4                  | CSO Filiași (3)              |
| Minerul Costești (4)             | 2–3                  | Flacăra Horezu (3)           |
| Inter Petrila (4)                | 3–2                  | Metalurgistul Cugir (3)      |
| Voința Lupac (4)                 | 1–0                  | CS Hunedoara (3)             |
| CSC Ghiroda și Giarmata Vii (3)  | 3–1                  | ACS Dumbrăvița (3)           |
| Progresul Pecica (4)             | 2–3                  | Crișul Chișineu-Criș (3)     |
| Național Sebiș (3)               | 0–2                  | Gloria Lunca Teuz Cermei (3) |
| Olimpia MCMXXI Satu Mare (4)     | 0–5                  | CSC Sânmartin (4)            |
| Unirea Alba Iulia (3)            | 1–2                  | Industria Galda (3)          |
| CS Florești (4)                  | 0–4                  | Unirea Dej (3)               |
| Sticla Arieșul Turda (3)         | 2–3                  | Sănătatea Cluj (3)           |
| Măgura Cisnădie (4)              | 2–0                  | AS SR Brașov (3)             |
| Unirea Ungheni (4)               | 2–1                  | AFC Odorheiu Secuiesc (3)    |
| Unu FC Gloria Bistrița (3)       | 1–3                  | Avântul Reghin (3)           |

1. ↑  Nu s-a disputat, deoarece gazdele au anunțat că nu pot organiza meciul
2. ↑  După 90 de minute, scorul era egal, 5–5; în prelungiri, la scorul de 5–6, Metalul a primit un penalty și spiritele s-au încins pe teren; arbitrul a fluierat finalul partidei, iar Metalul s-a calificat prin forfait.
3. ↑  Jucătorii gazdelor nu aveau viza medicală pe carnetele de joc, ca urmare oaspeții au câștigat prin forfait.

## Turul 3
Meciurile s-au jucat începând cu data de 27 august 2019
| Echipa 1                        | Scor                | Echipa 2                        |
| ------------------------------- | ------------------- | ------------------------------- |
| Unirea Mircești (4)             | 1–1 d.p. 2–4 d.l.d. | Aerostar (2)                    |
| CS Făurei (3)                   | 3–1                 | Dacia Unirea Brăila (2)         |
| Vedița Colonești (3)            | 3–1                 | CSO Filiași (3)                 |
| Voința Lupac (4)                | 0–4                 | Ripensia Timișoara (2)          |
| CSC Ghiroda și Giarmata Vii (3) | 6–1                 | ACS Poli Timișoara (2)          |
| Șoimii Lipova (3)               | 0–1                 | UTA Arad (2)                    |
| CS Sânmartin (4)                | 4–1                 | Luceafărul Oradea (2)           |
| Unirea Dej (3)                  | 0–3                 | Sănătatea Cluj (3)              |
| FCM Alexandria (3)              | 0–2                 | Turris-Oltul Turnu Măgurele (3) |
| Unirea Ungheni (4)              | 3–5 d.p.            | Avântul Reghin (3)              |
| Minaur Baia Mare (3)            | 0–2                 | FC Recea (3)                    |
| ACS Foresta Suceava (3)         | 3–0                 | Bucovina Rădăuți (3)            |
| Ceahlăul Piatra Neamț (3)       | 0–1                 | FK Csíkszereda (3)              |
| CSM Focșani (3)                 | 3–1 d.p.            | Suporter Club Oțelul (3)        |
| KSE Târgu Secuiesc (3)          | 0–2                 | Olimpic Cetate Râșnov (3)       |
| Metalul Buzău (3)               | 0–0 d.p. 3–2 d.l.d. | SCM Gloria Buzău (3)            |
| Flacăra Moreni (3)              | 3–1                 | Progresul Spartac (3)           |
| csa (4)                         | 4–0                 | CS Balotești (2)                |
| SC Popești-Leordeni (3)         | 1–1 d.p. 4–3 d.l.d. | CS Afumați (3)                  |
| CS Tunari (3)                   | 1–0                 | Unirea Slobozia (3)             |
| FC Rapid București (3)          | 2–1                 | Daco-Getica București (2)       |
| Flacăra Horezu (3)              | 2–0                 | Pandurii Târgu Jiu (2)          |
| Inter Petrila (4)               | 1–5                 | CSM Reșița (3)                  |
| Crișul Chișineu-Criș (3)        | 6–0                 | Gloria Lunca Teuz Cermei (3)    |
| Măgura Cisnădie (4)             | 1–1 d.p. 3–5 d.l.d. | Industria Galda (3)             |
| FC U Craiova 1948 (3)           | 2–2 d.p. 6–5 d.l.d. | Viitorul Pandurii Târgu Jiu (2) |
| Victoria Cumpăna (4)            | 0–3                 | FC Farul Constanța (2)          |

## Turul 4
Meciurile se joacă în zilele de 10–12 septembrie 2019.
| Echipa 1                 | Scor     | Echipa 2                    |
| ------------------------ | -------- | --------------------------- |
| CSC Sânmartin            | 1–2      | FC Universitatea Cluj       |
| Sănătatea Cluj           | 3–1      | FC Recea                    |
| Industria Galda          | 4–3      | Avântul Reghin              |
| Crișul Chișineu-Criș     | 1–3      | UTA Arad                    |
| CSC Ghiroda/Giarmata Vii | 1–3      | Ripensia Timișoara          |
| CSM Reșița               | 1–0      | ASU Politehnica Timișoara   |
| Vedița Colonești         | 1–2 d.p. | FC U Craiova 1948           |
| Flacăra Horezu           | 2–1      | FC Argeș                    |
| Flacăra Moreni           | 1–2      | CS Mioveni                  |
| Olimpic Cetate Râșnov    | 0–1 d.p. | FK Csíkszereda              |
| Sportul Snagov           | 0–1      | Petrolul Ploiești           |
| CS Tunari                | 0–2      | Metaloglobus București      |
| csa                      | 1–3 d.p. | Concordia Chiajna           |
| FC Rapid București       | 3–0      | Dunărea Călărași            |
| SC Popești-Leordeni      | 1–2      | Turris-Oltul Turnu Măgurele |
| CS Făurei                | 2–1      | FC Farul Constanța          |
| Metalul Buzău            | 1–0 d.p. | CSM Focșani                 |
| ACS Foresta Suceava      | 2–1      | Aerostar                    |

## Șaisprezecimi
| 24 septembrie 2019 | Horezu⁠(d) | 0–2 | Astra Giurgiu                               | Horezu                                          |  |
| 16:30              |           |     | Valentin Gheorghe 44' Ohiremen Ajayi⁠(d) 83' | Stadion: Stadionul Treapt Arbitru: Robert Avram |  |

| 24 septembrie 2019 | Foresta Suceava                  | 2–1 | Gaz Metan     | Suceava                                      |  |
| 16:30              | Dudu Drugă 41' Robert Martin 44' |     | Sergiu Buș 8' | Stadion: Stadionul Areni Arbitru: Vlad Baban |  |

| 24 septembrie 2019 | UTA Arad          | 1–3 | Dinamo București                                          | Arad                                                        |  |
| 16:30              | Romario Moise 18' |     | Robert Moldoveanu 13' Dan Nistor 58' Mihai Neicuțescu 82' | Stadion: Stadionul Motorul din Arad Arbitru: Horațiu Feșnic |  |

| 24 septembrie 2019 | Metalul Buzău        | 1–0 | Csíkszereda | Buzău                                                     |  |
| 16:30              | Andrei Grăjdan 45+1' |     |             | Stadion: Stadionul Cornel Negoescu Arbitru: Marius Naidin |  |

| 24 septembrie 2019 | Turris Oltul                                   | 2–3 | Academica Clinceni                                                    | Turnu Măgurele                                   |  |
| 18:00              | Paul Pațurcă⁠(d) 64' (pen) Sergiu Negruț⁠(d) 90' |     | Robert Ion 38' Bogdan Barbu (fotbalist) 77' (pen) Jean Deretti⁠(d) 84' | Stadion: Stadionul Municipal Arbitru: Ionuț Coza |  |

| 24 septembrie 2019 | Chiajna                              | 2–3 | Voluntari                                                 | Chiajna                                              |  |
| 19:15              | Andrei Dumitraș 2' Bilal Bari⁠(d) 53' |     | Daniel Benzar 17' Cosmin Achim⁠(d) 43' Cătălin Țîră⁠(d) 60' | Stadion: Stadionul Concordia Arbitru: Andrei Antonie |  |

| 24 septembrie 2019 | FCU Craiova          | 2–3 d.p. | Universitatea Cluj                          | Craiova                                                           |  |
| 21:30              | Claudiu Bălan 6' 14' |          | Tudor Teclean 41' Rafael Miranda⁠(d) 51' 95' | Stadion: Stadionul „Ion Oblemenco” (2017) Arbitru: Sorin Costreie |  |

| 25 septembrie 2019 | Chindia | 0–1 | Hermannstadt           | Ploiești                                               |  |
| 16:00              |         |     | Joálisson⁠(d) 88' (pen) | Stadion: Stadionul Ilie Oană Arbitru: Mihai Amorăriței |  |

| 25 septembrie 2019 | CS Făurei        | 1–5 | Mioveni                                                                                                | Făurei                                             |  |
| 16:30              | Florin Bălan 47' |     | Daniel Celea⁠(d) 50' Marian Anghelina⁠(d) 57' 75' Andrei Hergheligiu 87' (pen) Valentin Coșereanu⁠(d) 89' | Stadion: Stadionul Orășenesc Arbitru: Sergiu Anton |  |

| 25 septembrie 2019 | Industria Galda⁠(d) | 0–1 | Petrolul Ploiești | Galda de Jos                                        |  |
| 16:30              |                    |     | Hamza Younés 32'  | Stadion: Galda Arena Arbitru: Constantin Alin Olaru |  |

| 25 septembrie 2019 | Școlar Reșița | 0–1 | CSU Craiova      | Craiova                                                         |  |
| 18:45              |               |     | Luis Nițu⁠(d) 30' | Stadion: Stadionul „Ion Oblemenco” (2017) Arbitru: Cătălin Buși |  |

| 25 septembrie 2019                                                                               | Botoșani                                      | 2–2 d.p. (4–2 d.l.d.)                                                | CFR Cluj                             | Botoșani                                                               |  |
| 21:30                                                                                            | Luis Nițu⁠(d) 27' Jonathan Rodríguez 81' (pen) |                                                                      | Cătălin Golofca 55' Andrei Burcă 60' | Stadion: Stadionul Municipal Botoșani Arbitru: Andrei Florin Chivulete |  |
|                                                                                                  | Lovituri de departajare                       |                                                                      |                                      |                                                                        |  |
| Jonathan Rodríguez · Alexandru Cîmpanu · Marcel Holzmann⁠(d) · Juan Cascini⁠(d) · Leonel Pierce⁠(d) |                                               | Andrei Mureșan · Damjan Đoković · Luís Aurélio⁠(d) · Sebastian Mailat |                                      |                                                                        |  |

| 26 septembrie 2019 | Ripensia          | 1–4 | Sepsi                                                                                | Timișoara                                                  |  |
| 16:30              | Călin Toma⁠(d) 29' |     | Nicolae Carnat 10' Hilal Ben Moussa⁠(d) 25' Dylan Flores⁠(d) 31' Jacob Adebanjo⁠(d) 85' | Stadion: Stadionul Electrica Arbitru: Rareș George Vidican |  |

| 26 septembrie 2019 | Sănătatea Cluj    | 1–0 | Viitorul Constanța | Cluj-Napoca                                  |  |
| 16:30              | Laurențiu Rus 13' |     |                    | Stadion: Cluj Arena Arbitru: Szabolcs Kovacs |  |

| 26 septembrie 2019 | Academia Rapid | 0–1 | Politehnica Iași         | Buzău                                                   |  |
| 18:45              |                |     | Andrei Cristea 64' (pen) | Stadion: Stadionul Municipal Buzău Arbitru: Iulian Dima |  |

| 26 septembrie 2019 | Metaloglobus București | 0–2 | FCSB                               | Voluntari                                                            |  |
| 21:30              |                        |     | Olimpiu Moruțan 14' Dennis Man 41' | Stadion: Stadionul Anghel Iordănescu Arbitru: Adrian Viorel Cojocaru |  |

## Optimi de finală
Meciurile au avut loc în perioada 29–31 octombrie 2019.
| 29 octombrie 2019 | Mioveni | 0-2 | Hermannstadt                                | Mioveni                                      |  |
| 18:15             |         |     | Daniel Offenbacher 65' Mattia Persano 90+1' | Stadion: Orășenesc Arbitru: Adrian Comănescu |  |

| 29 octombrie 2019 | Universitatea Cluj | 0-1 | FCSB          | Cluj-Napoca                                   |  |
| 21:00             |                    |     | Ioan Hora 12' | Stadion: Cluj Arena Arbitru: Florin Chivulete |  |

| 30 octombrie 2019 | Academica Clinceni                     | 2-0 | Botoșani | Clinceni                                            |  |
| 14:30             | Răzvan Patriche 34' Philippe Nsiah 84' |     |          | Stadion: Stadionul Clinceni Arbitru: Lucian Rusandu |  |

| 30 octombrie 2019 | Sănătatea Cluj | 0-7 | Petrolul Ploiești                                                                                         | Cluj-Napoca                                       |  |
| 17:00             |                |     | Hamza Younes 16' Bogdan Gavrilă 23' 44' 62' Laurențiu Marinescu 78' Ștefan Blănaru 80' Sergiu Arnăutu 84' | Stadion: Cluj Arena Arbitru: Rareș George Vidican |  |

| 30 octombrie 2019 | Foresta Suceava | 0-4 | Dinamo București                                                | Suceava                                                  |  |
| 19:30             |                 |     | Ricardo Grigore 9' Slavko Perović 62' 87' Robert Moldoveanu 70' | Stadion: Stadionul Areni Arbitru: Adrian Viorel Cojocaru |  |

| 31 octombrie 2019 | Metalul Buzău | 0-3 | Politehnica Iași                                       | Buzău                                                       |  |
| 14:30             |               |     | Doru Popadiuc 20' Ovidiu Horșia 49' Iuliu Hațiegan 81' | Stadion: Cornel Negoescu Arbitru: Horia Gabriel Mladinovici |  |

| 31 octombrie 2019 | Sepsi                                                    | 4-2 | Astra Giurgiu                      | Sfântu Gheorghe                           |  |
| 18:15             | Istvan Fulop 2' Goran Karanovic 28' 57' Hugo Konongo 49' |     | Ionuț Biceanu 16' Julien Begue 62' | Stadion: Municipal Arbitru: Radu Petrescu |  |

| 31 octombrie 2019 | Voluntari       | 1-4 | CSU Craiova                                                                   | Voluntari                                                  |  |
| 21:00             | Ivan Martic 32' |     | Valentin Mihăilă 12' 20' Alexandru Cicâldău 53' (pen) Alexandru Ioniță II 75' | Stadion: Stadionul Anghel Iordănescu Arbitru: Iulian Călin |  |

## Sferturi de finală
Meciurile au avut loc în perioada 3–5 martie 2020.
| 3 martie 2020 | Academica Clinceni | 0-1 | Dinamo București  | București                                                         |  |
| 20:00         |                    |     | Deian Sorescu 84' | Stadion: Stadionul Dinamo Spectatori: 1000 Arbitru: Radu Petrescu |  |

| 4 martie 2020 | Petrolul Ploiești | 0-1 | Sepsi            | Ploiești                                                            |  |
| 17:30         |                   |     | Ioan Dumiter 35' | Stadion: Stadionul Ilie Oană Spectatori: 5800 Arbitru: Iulian Călin |  |

| 4 martie 2020 | Politehnica Iași                              | 3-2 | CSU Craiova              | Iași                                                                            |  |
| 20:30         | Nicandro Breeveld 13' 90+2' Ovidiu Horșia 42' |     | Dan Nistor 55' (pen) 90' | Stadion: Stadionul Emil Alexandrescu Spectatori: 4200 Arbitru: Andrei Chivulete |  |

| 5 martie 2020 | Hermannstadt         | 1-2 | FCSB                                 | Sibiu                                                     |  |
| 20:00         | Gabriel Debeljuh 75' |     | Srdjan Luchin 80' Florinel Coman 90' | Stadion: Municipal Spectatori: 4000 Arbitru: George Găman |  |

## Semifinale
Manșele tur au avut loc pe 24 și 25 iunie, iar cele retur pe 8 și 9 iulie.

### Tur
|       | Sepsi                                                                                 | 5–1      | Politehnica Iași         | Sfântu Gheorghe                                                                      |  |
| 20:00 | Anass Achahbar⁠(d) 24', 74' Lóránd Fülöp 52' Nicolae Carnat 79' Goran Karanović⁠(d) 86' | Wikidata | Andrei Cristea 3' (pen.) | Stadion: Stadionul Municipal (Sfântu Gheorghe) Spectatori: 0 Arbitru: Ovidiu Hațegan |  |

|       | Dinamo București | 0–3      | FCSB                                                  | București                                                      |  |
| 20:00 |                  | Wikidata | Adrian Popa 32' Darius Olaru 74' Cristian Dumitru 82' | Stadion: Stadionul Dinamo Spectatori: 0 Arbitru: István Kovács |  |

### Retur
|       | FCSB            | 1–0      | Dinamo București | București                                                      |  |
| 20:00 | Adrian Petre 2' | Wikidata |                  | Stadion: Arena Națională Spectatori: 0 Arbitru: Horațiu Feșnic |  |

|       | Politehnica Iași | 0–3      | Sepsi                                                            | Iași                                                                         |  |
| 20:00 |                  | Wikidata | István Fülöp⁠(d) 20' Anass Achahbar⁠(d) 50' Goran Karanović⁠(d) 86' | Stadion: Stadionul Emil Alexandrescu Spectatori: 0 Arbitru: Florin Andrei[*] |  |

## Finala
Finala cupei a avut loc pe 22 iulie la Ploiești.
| FCSB           | 1–0      | Sepsi |
| -------------- | -------- | ----- |
| Dennis Man 65' | Wikidata |       |

| Câștigătorii Cupei României, ediția 2019/2020 |
| --------------------------------------------- |
| FCSB                                          |